# Icons
Icons is het derde studioalbum van de Amerikaanse punkband None More Black. Het album werd uitgegeven op 26 oktober 2010 via het punklabel Fat Wreck Chords en is het eerste album waar drummer Richard Minino aan heeft meegewerkt. Hij verving Jared Shavelson in 2009. In februari dat jaar begon de band met het werken aan nieuw materiaal voor het album.

## Nummers
1. "Mr. Artistic" - 3:47
2. "StillsSternLange&Norris" - 1:47
3. "Cupcake Wednesday" - 2:11
4. "Here Comes Devereux" - 4:12
5. "I'm Warning You with Peace & Love" - 3:00
6. "When Mickey Died" - 2:53
7. "Iron Mouth Act" - 2:26
8. "Sinatra After Dark" - 4:05
9. "Backpedal" - 2:52
10. "Gary Page One in Pink" - 3:04
11. "Budapest Gambit" - 3:22